# Columbus Challenger 2022 - Doppio
Stefan Kozlov e Peter Polansky erano i detentori del titolo ma si sono ritirati prima del primo turno.
In finale Tennys Sandgren e Mikael Torpegaard hanno sconfitto Luca Margaroli e Yasutaka Uchiyama con il punteggio di 5-7, 6-4, [10-5].

## Teste di serie
1. Robert Galloway /  Jackson Withrow (quarti di finale)
2. Evan King /  Alex Lawson (quarti di finale)

1. William Blumberg /  Max Schnur (primo turno)
2. James Cerretani /  Ruben Gonzales (quarti di finale)

## Wildcard
1. Chad Miller /  Bjorn Swenson (primo turno)

1. Jack Anthrop /  Alexander Bernard (primo turno)

## Tabellone

### Legenda
| - Q = Qualificato - WC = Wild card - LL = Lucky loser | - ALT = Alternate - SE = Special Exempt - PR = Protected Ranking | - w/o = Walkover - r = Ritirato - d = Squalificato |

|  | Primo turno | Primo turno             | Primo turno            | Primo turno | Primo turno |  |  | Quarti di finale | Quarti di finale        | Quarti di finale       | Quarti di finale       | Quarti di finale       |                        |     | Semifinali | Semifinali              | Semifinali              | Semifinali             | Semifinali |   |     | Finale | Finale | Finale | Finale | Finale |  |
|  |             |                         |                        |             |             |  |  |                  |                         |                        |                        |                        |                        |     |            |                         |                         |                        |            |   |     |        |        |        |        |        |  |
|  | 1           | R Galloway J Withrow    | R Galloway J Withrow   | 6           | 6           |  |  |                  |                         |                        |                        |                        |                        |     |            |                         |                         |                        |            |   |     |        |        |        |        |        |  |
|  |             | JC Aragone C Harrison   | JC Aragone C Harrison  | 4           | 2           |  |  | 1                | R Galloway J Withrow    | 6                      | 3                      | [12]                   |                        |     |            |                         |                         |                        |            |   |     |        |        |        |        |        |  |
|  |             | T Sandgren M Torpegaard | 6                      | 65          | [10]        |  |  |                  | T Sandgren M Torpegaard | 4                      | 6                      | [14]                   |                        |     |            |                         |                         |                        |            |   |     |        |        |        |        |        |  |
|  | Alt         | G Soeda Y Watanuki      | 4                      | 7           | [1]         |  |  |                  |                         |                        |                        |                        |                        |     |            | T Sandgren M Torpegaard | T Sandgren M Torpegaard | 7                      | 6          |   |     |        |        |        |        |        |  |
|  | 4           | J Cerretani R Gonzales  | 3                      | 6           | [12]        |  |  |                  |                         |                        | B Fratangelo E Gómez   | B Fratangelo E Gómez   | 65                     | 4   |            |                         |                         |                        |            |   |     |        |        |        |        |        |  |
|  | WC          | J Anthrop A Bernard     | 6                      | 3           | [10]        |  |  | 4                | J Cerretani R Gonzales  | 68                     | 6                      | [6]                    |                        |     |            |                         |                         |                        |            |   |     |        |        |        |        |        |  |
|  |             | B Fratangelo E Gómez    | 6                      | 63          | [10]        |  |  |                  | B Fratangelo E Gómez    | 7                      | 4                      | [10]                   |                        |     |            |                         |                         |                        |            |   |     |        |        |        |        |        |  |
|  | Alt         | G Blancaneaux N Kuhn    | 3                      | 7           | [4]         |  |  |                  |                         |                        |                        |                        |                        |     |            | T Sandgren M Torpegaard | 5                       | 6                      | [10]       |   |     |        |        |        |        |        |  |
|  | WC          | C Miller B Swenson      | 7                      | 0           | [4]         |  |  |                  |                         |                        |                        |                        |                        |     |            |                         |                         | L Margaroli Y Uchiyama | 7          | 4 | [5] |        |        |        |        |        |  |
|  |             | E Escobedo J Rodionov   | 65                     | 6           | [10]        |  |  |                  | E Escobedo J Rodionov   | E Escobedo J Rodionov  | E Escobedo J Rodionov  | w/o                    |                        |     |            |                         |                         |                        |            |   |     |        |        |        |        |        |  |
|  |             | M Krueger J Sock        | M Krueger J Sock       | 7           | 6           |  |  |                  | M Krueger J Sock        | M Krueger J Sock       | M Krueger J Sock       |                        |                        |     |            |                         |                         |                        |            |   |     |        |        |        |        |        |  |
|  | 3           | W Blumberg M Schnur     | W Blumberg M Schnur    | 6           | 2           |  |  |                  |                         |                        |                        |                        |                        |     |            | E Escobedo J Rodionov   | E Escobedo J Rodionov   | E Escobedo J Rodionov  |            |   |     |        |        |        |        |        |  |
|  |             | L Margaroli Y Uchiyama  | L Margaroli Y Uchiyama | 6           | 7           |  |  |                  |                         |                        | L Margaroli Y Uchiyama | L Margaroli Y Uchiyama | L Margaroli Y Uchiyama | w/o |            |                         |                         |                        |            |   |     |        |        |        |        |        |  |
|  |             | R Quiroz B Schnur       | R Quiroz B Schnur      | 3           | 64          |  |  |                  | L Margaroli Y Uchiyama  | L Margaroli Y Uchiyama | 7                      | 6                      |                        |     |            |                         |                         |                        |            |   |     |        |        |        |        |        |  |
|  |             | A Rybakov R Stalder     | A Rybakov R Stalder    | 5           | 1           |  |  | 2                | E King A Lawson         | E King A Lawson        | 5                      | 4                      |                        |     |            |                         |                         |                        |            |   |     |        |        |        |        |        |  |
|  | 2           | E King A Lawson         | E King A Lawson        | 7           | 6           |  |  |                  |                         |                        |                        |                        |                        |     |            |                         |                         |                        |            |   |     |        |        |        |        |        |  |